# Back to Black
Back to Black è il secondo album in studio della cantautrice britannica Amy Winehouse, pubblicato il 27 ottobre 2006 dall'etichetta discografica Island Records, considerato dal The Guardian il più grande album del XXI secolo e uno dei più influenti della storia della musica.
Trainato dalle hit di successo Rehab, You Know I'm No Good, Back to Black, Tears Dry on Their Own e Love Is a Losing Game, è stato acclamato dalla critica musicale, che, oltre ad elogiare la produzione di Mark Ronson e Salaam Remi, si è soffermata nell'apprezzare la scrittura e lo stile di canto emotivo della Winehouse. Alla 50ª edizione dei Grammy Awards, Back to Black ha trionfato nella categoria miglior album pop vocale ma è stato anche nominato nell'ambita categoria album dell'anno. Durante la stessa cerimonia, la cantante ha vinto quattro premi aggiuntivi il che l'ha portata a divenire la seconda artista più premiata in una singola edizione, record condiviso con altre cinque colleghe. Inoltre, il disco è stato anche candidato ai BRIT Awards 2007 come album britannico dell'anno ed è anche stato selezionato in lizza per il prestigioso Mercury Prize nello stesso anno. 
Con una vendita di più di 4 milioni e mezzo di copie solo nel Regno Unito, può vantarsi del titolo di secondo album più venduto nel Paese nel XXI secolo e il tredicesimo in assoluto sempre in territorio britannico. L'album è il maggiore successo commerciale riscosso dalla cantante, con oltre 20 milioni di copie vendute in tutto il mondo, è uno degli album più venduti di tutti i tempi.
Un'edizione deluxe è stata pubblicata nel novembre 2007, contenente tracce nuove e hit reinterpretate dal vivo. Il video live di debutto della cantante, I Told You I Was Trouble: Live in London, è stato piazzato sul mercato nello stesso periodo e contiene una registrazione dal vivo della Winehouse presso lo Shepherd's Bush Empire di Londra oltre che un documentario di 50 minuti sulla sua carriera nei quattro anni precedenti alla pubblicazione di Back to Black.

## Canzoni

### Singoli
- Il primo singolo ad essere estratto dall'album è Rehab, il 23 ottobre 2006. La canzone debutta alla posizione numero 9 negli USA e rimane in classifica per lungo periodo.
- Il secondo singolo ad essere estratto durante il gennaio 2007 è You Know I'm No Good. La canzone debutta al 7° posto in Svizzera.
- Il terzo singolo estratto dall'album è Back to Black, il 30 aprile 2007. BBC channel 4 ha assegnato al brano 10 stelle su 10, invece il quotidiano Manchester Evening News lo definisce "uno dei migliori singoli del 2007".
- Il quarto singolo ad essere estratto è Tears Dry on Their Own, durante l'agosto del 2007. Nel Regno Unito, la canzone parte dalla posizione 67 e sei settimane dopo raggiunge il 16º posto. La canzone ha trascorso 19 settimane in classifica.
- Il quinto singolo ad essere estratto dall'album è Love Is a Losing Game nel dicembre 2007. La canzone riscuote una ottima critica, e vince l'"Ivor Novello Awards" nella categoria Best Song Musically and Lyrically.
- Il singolo promozionale ad essere estratto dall'album, il 21 luglio 2008, è Just Friends, pubblicato solo in Germania. La canzone non riscuote un grande successo commerciale.

### Altre canzoni
- Cupid, è una cover di Sam Cooke, contenuta nella versione deluxe dell'album. La canzone arriva al 49º posto nella classifica svizzera.
- Valerie, cover dei The Zutons, contenuta nell'edizione deluxe dell'album vende più di 300 000 copie in Germania e più di 600 000 copie nel Regno Unito.
- La canzone Me & Mr. Jones in origine si chiamava Fuckery, ma la cantante gli ha cambiato il nome in Me and Mr. Jones (in italiano "Me e il signor Jones") in segno di amicizia al rapper Nas, poiché Mr. Jones era il soprannome del rapper.

## Accoglienza
| Recensione           | Giudizio   |
| -------------------- | ---------- |
| Metacritic           | 81/100     |
| Allmusic             | [ 37 ]     |
| L'AV Club            | A-         |
| Entertainment Weekly | A-         |
| The Guardian         | [ 40 ]     |
| Il New York Times    | Favorevole |
| Mezzi del Pitchfork  | [ 41 ]     |
| Rolling Stone        | [ 42 ]     |
| Slant Magazine       | [ 43 ]     |
| The Times            | [ 44 ]     |
| Uncut                | [ 36 ]     |

Back to Black ha ricevuto una buona critica musicale. Metacritic, che assegna un massimo di punteggio di 100 ha recensito l'album con 81, sulla base di 26 recensioni, che indica "il plauso universale". John Bush, scrittore di Allmusic ha dato all'album cinque stelle su cinque ed ha lodato la transizione musicale della Winehouse dal suo album di debutto: è stato infatti detto che «Tutte le parti migliori del suo carattere musicale emergono intatte, e in realtà, sono efficaci per la trasformazione da vocalist jazz a sirena del soul».

## Tracce
1. Rehab – 3:35 (Amy Winehouse, Erzsebet Beck)
2. You Know I'm No Good – 4:17 (Amy Winehouse)
3. Me & Mr Jones – 2:33 (Amy Winehouse)
4. Just Friends – 3:13 (Amy Winehouse)
5. Back to Black – 4:01 (Amy Winehouse, Mark Ronson)
6. Love Is a Losing Game – 2:35 (Amy Winehouse)
7. Tears Dry on Their Own – 3:06 (Amy Winehouse, Nickolas Ashford, Valerie Simpson)
8. Wake Up Alone – 3:42 (Amy Winehouse, Paul O'Duffy)
9. Some Unholy War – 2:22 (Amy Winehouse)
10. He Can Only Hold Her – 2:46 (Amy Winehouse, Richard Poindexter, Robert Poindexter)

Tracce bonus per Regno Unito e Irlanda
1. Addicted – 2:45 (Amy Winehouse)

Tracce bonus per gli Stati Uniti
1. You Know I'm No Good (Remix feat. Ghostface Killah) – 3:22 (Amy Winehouse)
2. Rehab (Hot Chip Remix) – 6:58 (Amy Winehouse)

Tracce bonus per il Giappone
1. Addicted – 2:45 (Amy Winehouse)
2. Close to the Front – 4:35 (Amy Winehouse)
3. Hey Little Rich Girl (feat. Zalon and Ade) – 3:35 (Roddy Byers) – cover del brano degli Specials
4. Monkey Man – 2:56 (Toots Hibbert) – cover del brano dei Toots & the Maytals
5. Back to Black (The Rumble Strips Remix) – 3:48 (Amy Winehouse, Mark Ronson)
6. You Know I'm No Good (Remix feat. Ghostface Killah) – 3:22 (Amy Winehouse)

Tracce bonus per la Germania
1. Rehab (Live at Kalkscheune / Berlin) – 3:37 (Amy Winehouse)
2. Love Is a Losing Game (Live at Kalkscheune / Berlin) – 2:45 (Amy Winehouse)
3. Tears Dry on Their Own (Live at Kalkscheune / Berlin) – 3:15 (Amy Winehouse, Nickolas Ashford, Valerie Simpson)
4. Take the Box (Live at Kalkscheune / Berlin) – 3:39 (Amy Winehouse, Luke Smith)
5. Valerie (Live at Kalkscheune / Berlin) – 4:14 (Dave McCabe, The Zutons) – cover del brano dei The Zutons

Disco bonus Live From Amsterdam ===
1. Just Friends (Live at Paradiso / Amsterdam) – 3:20 (Amy Winehouse)
2. Back to Black (Live at Paradiso / Amsterdam) – 3:55 (Amy Winehouse, Mark Ronson)
3. I Heard Love Is Blind (Live at Paradiso / Amsterdam) – 3:13 (Amy Winehouse)
4. Rehab (Live at Paradiso / Amsterdam) – 3:33 (Amy Winehouse)
5. You Know I'm No Good (Live at Paradiso / Amsterdam) – 4:17 (Amy Winehouse)
6. Love Is a Losing Game (Live at Paradiso / Amsterdam) – 2:47 (Amy Winehouse)

Disco bonus nell'edizione deluxe
Il 5 novembre 2007 è stata pubblicata un'edizione deluxe di Back to Black, comprendente un secondo CD composto da otto brani, prevalentemente cover. Le versioni per i mercati esteri possono avere un diverso ordine delle tracce, o solo 7 titoli (in alcune non è presente You're Wondering Now). To Know Him Is to Love Him e Monkey Man facevano parte del singolo You Know I'm No Good, rispettivamente nella versione britannica e la versione Maxi. Valerie e Hey Little Rich Girl facevano parte del singolo Back to Black; Valerie è stata inoltre pubblicata come singolo tratto dall'album Version di Mark Ronson. You're Wondering Now faceva parte del singolo Tears Dry on Their Own. La versione di Some Unholy War presente sul bonus disc è in tempo più lento rispetto a quella del primo disco.
1. Valerie – 3:53 (Dave McCabe, The Zutons) – cover del brano dei The Zutons
2. Cupid – 3:49 (Sam Cooke) – cover del brano di Sam Cooke
3. Monkey Man – 2:56 (Toots Hibbert) – cover del brano dei Toots & the Maytals
4. Some Unholy War (Down Tempo) – 3:16 (Amy Winehouse)
5. Hey Little Rich Girl (feat. Zalon and Ade) – 3:35 (Roddy Byers) – cover del brano degli Specials
6. You're Wondering Now – 2:33 (Clement Dodd) – cover del brano degli Specials
7. To Know Him Is to Love Him – 2:25 (Phil Spector) – cover del brano dei Teddy Bears
8. Love Is a Losing Game (Original Demo) – 3:43 (Amy Winehouse)

## Formazione
- Amy Winehouse - voce, cori, chitarra
- John F. Adams - pianoforte, organo Hammond, Fender Rhodes
- Salaam Remi - batteria, basso, contrabbasso, pianoforte
- Nick Movhson - chitarra
- Victor Axelrod - pianoforte, Fender Rhodes, battito di mani
- Vaughan Merrick - battito di mani
- Homer Steinweiss - batteria
- Sam Koppelman - percussioni
- Binky Griptite - chitarra
- Troy Auxilly-Wilson - batteria, tamburello basco
- Mark Ronson - tamburello basco, battito di mani
- Thomas Brenneck - chitarra
- Frank Ricotti - percussioni
- Helen Tunstall - arpa
- Anthony Pleeth - violoncello
- John Heley - violoncello
- Joely Koos - violoncello
- Bruce White - viola
- Jon Thorne - viola
- Katie Wilkinson - viola
- Rachel Bolt - viola
- Everton Nelson - violino
- Boguslaw Kostecki - violino
- Perry Montague-Mason - violino
- Jonathan Rees - violino
- Mark Berrow - violino
- Peter Hanson - violino
- Elizabeth Edwards - violino
- Tom Pigott-Smith - violino
- Chris Tombling - violino
- Warren Zielinski - violino
- Steve Sidwell - tromba
- Dave Guy - tromba
- Bruce Purse - tromba, flicorno
- Richard Edwards - trombone
- Vincent Henry - sassofono tenore, chitarra, sassofono baritono, celesta, sax alto, clarinetto, pianoforte, chitarra, flauto
- Mike Smith - sassofono tenore
- Jamie Talbot - sassofono tenore
- Neal Sugarman - sassofono tenore
- Ian Hendrickson-Smith - sassofono tenore
- Dave Bishop - sassofono baritono
- Chris Davis - sax alto
- Andy Macintosh - sax alto
- Ade Omotayo, Zalon Thompson - cori

## Classifiche

### Classifiche settimanali
| Classifica (2006-08) | Posizione massima |
| -------------------- | ----------------- |
| Australia            | 4                 |
| Austria              | 1                 |
| Belgio (Fiandre)     | 1                 |
| Belgio (Vallonia)    | 3                 |
| Danimarca            | 1                 |
| Finlandia            | 2                 |
| Francia              | 1                 |
| Germania             | 1                 |
| Irlanda              | 1                 |
| Italia               | 1                 |
| Messico              | 23                |
| Norvegia             | 1                 |
| Nuova Zelanda        | 1                 |
| Paesi Bassi          | 1                 |
| Polonia              | 1                 |
| Portogallo           | 1                 |
| Regno Unito          | 1                 |
| Spagna               | 2                 |
| Stati Uniti          | 2                 |
| Svezia               | 4                 |
| Svizzera             | 1                 |

### Classifiche di fine anno
| Classifica (2011) | Posizione |
| ----------------- | --------- |
| Italia            | 30        |
| Classifica (2020) | Posizione |
| Portogallo        | 88        |
| Classifica (2021) | Posizione |
| Belgio (Fiandre)  | 37        |
| Belgio (Vallonia) | 89        |
| Portogallo        | 96        |
| Regno Unito       | 54        |
| Classifica (2022) | Posizione |
| Australia         | 99        |
| Belgio (Fiandre)  | 51        |
| Belgio (Vallonia) | 116       |
| Regno Unito       | 86        |
| Paesi Bassi       | 39        |
| Classifica (2024) | Posizione |
| Portogallo        | 52        |